# Brachyurophis australis
Brachyurophis australis là một loài rắn trong họ Rắn hổ. Loài này được Krefft mô tả khoa học đầu tiên năm 1864.